# Crotalaria ulbrichiana
Crotalaria ulbrichiana är en ärtväxtart som beskrevs av Hermann August Theodor Harms. Crotalaria ulbrichiana ingår i släktet sunnhampor, och familjen ärtväxter. Inga underarter finns listade i Catalogue of Life.